# 朝陽門駅 (北京市)
朝陽門駅（ちょうようもん-えき）は中華人民共和国北京市東城区と朝陽区に跨って位置する、北京地下鉄の駅。

## 乗り入れ路線
2号線と6号線が乗り入れる。

## 歴史
- 1984年9月20日 - 2号線が開業。
- 2012年12月30日 - 6号線が開業。

## 駅構造

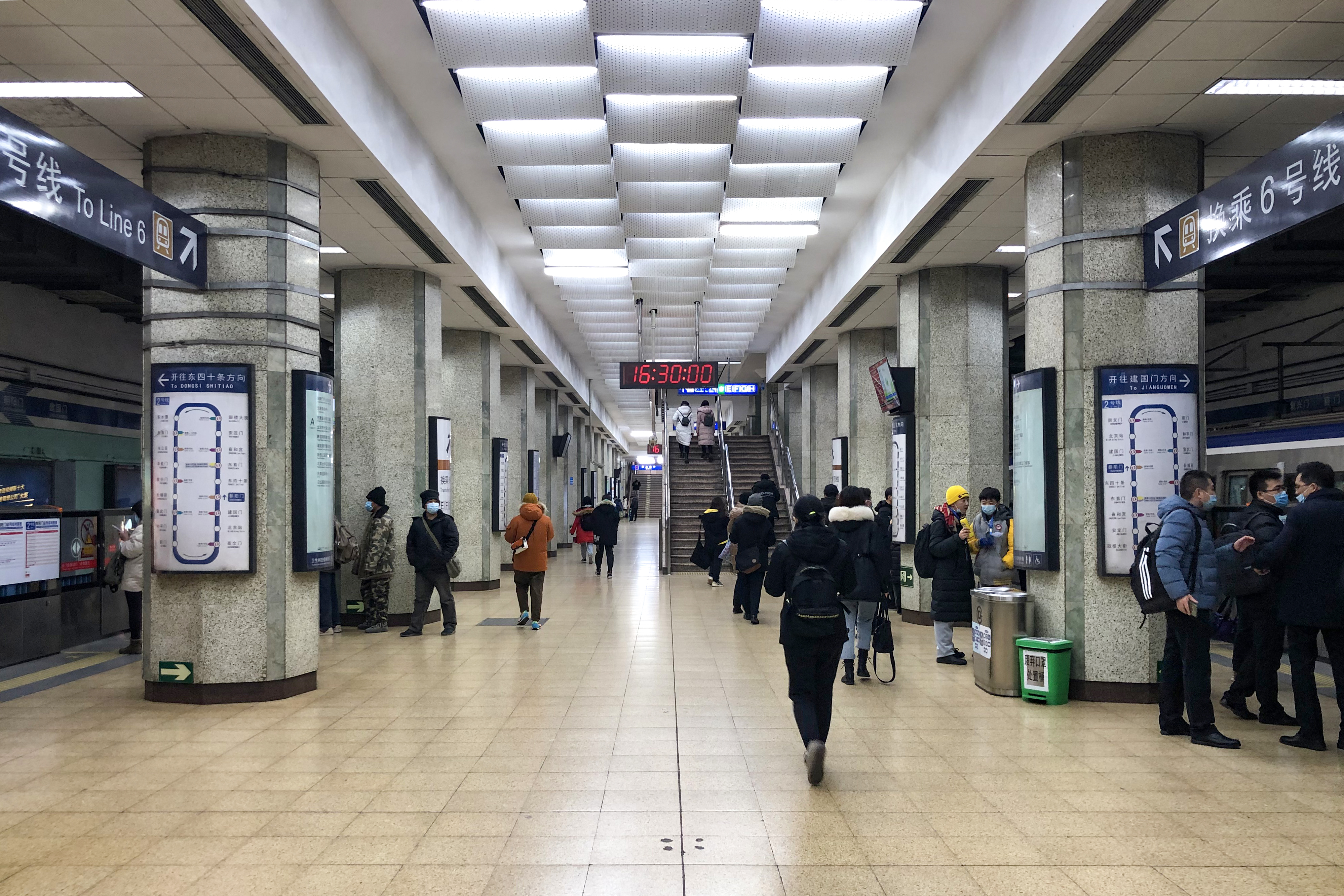
2号線ホーム

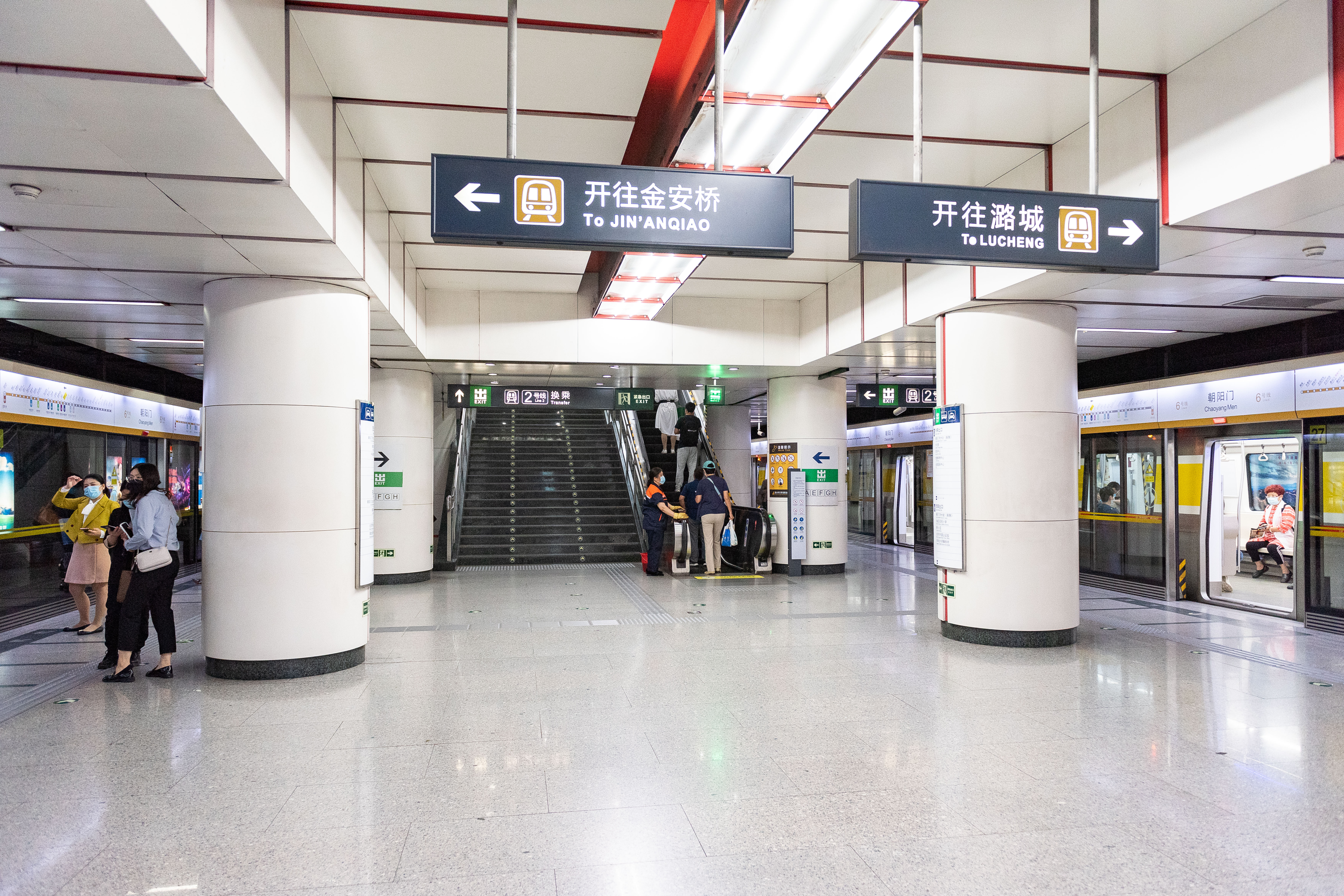
6号線ホーム

地下駅。2号線の駅は朝陽門橋、朝陽門外大街-朝陽門内大街（東西方向）と朝陽門南大街-朝陽門北大街（東二環、南北方向）の交わる交差点の真下に位置し、南北に伸びている。6号線の駅は朝陽門橋の西側、朝陽門内大街の真下に位置し東西に伸びている。
ホームは2号線・6号線共に島式1面2線を有する。出口はA,E,F,G,Hの5箇所ある。

### のりば
両路線ともに案内上ののりば番号は設定されていない。
| 2号線ホーム (B2F) | 2号線ホーム (B2F) | 2号線ホーム (B2F)              |
| ----------------- | ----------------- | ------------------------------ |
| 内回り            | 2号線             | 建国門・北京駅・前門方面       |
| 外回り            | 2号線             | 東四十条・東直門・鼓楼大街方面 |
| 6号線ホーム (B3F) |                   |                                |
| 西方向            | 6号線             | 平安里・慈寿寺・金安橋方面     |
| 東方向            | 6号線             | 金台路・通州北関・潞城方面     |

## 駅周辺
- 中華人民共和国外交部
- 銀河SOHO（中国語版）
- 中国海洋石油大厦（ビル）
- 中国交通報社
- 北京市第一六四中学
- 中央歌劇芭蕾舞劇院
- 北京市第八十五中学
- 中華人民共和国文化部
- 中華人民共和国司法部
- 悠唐購物中心
- 南豆芽モスク（中国語版）
- 北京市陳経綸中学 ‐ 旧・崇貞学園(清水安三創立)

古くは北京内城の東の門「朝陽門」があった。門の名は朝一番に太陽の光が入ることから名付けられた。清朝時代から20世紀半ばまで朝陽門外一帯は芳草地（蓬草が生い茂る荒地）と呼ばれ、北京随一のスラム街だった。

## 隣の駅
北京地下鉄
 2号線
建国門駅 - 朝陽門駅 - 東四十条駅
 6号線
東四駅 - 朝陽門駅 - 東大橋駅